# Oratorio dei Santi Ambrogio e Caterina
L'oratorio dei Santi Ambrogio e Caterina è un edificio religioso sito nel comune di Solaro, nella città metropolitana di Milano.

## Storia
L'edificio fu eretto per volere di Ambrogio Birago, nobile milanese, e della moglie Caterina degli Aminzoni. La posa della prima pietra risale al 1365 e la costruzione fu ultimata entro il 26 marzo 1367, data in cui il notaio milanese Ambrosolo Arese designò il Birago come fondatore dell'oratorio. L'intitolazione ad Ambrogio e Caterina, santi eponimi dei committenti, rende evidente la volontà celebrativa di questi ultimi, come testimonia anche lo stemma dei Birago affrescato sull'altare originale trecentesco. Altro fatto che spinse i nobili all'erezione dell'oratorio fu la pestilenza che colpì la zona nel 1361.
Nel XVII secolo l'oratorio venne restaurato e fu aggiunto un piccolo campanile a vela con una campana raffigurante le immagini dei due santi, la data del 1675 e l'iscrizione "sit nomen domini benedictum".
Dopo diversi passaggi di proprietà, nel 1896 l'oratorio divenne proprietà della parrocchia dei Santi Quirico e Giulitta. Nel 1914 l'edificio venne dichiarato di interesse storico-artistico.

## Architettura
L'impianto dell'oratorio fu probabilmente ispirato all'architettura della chiesa di San Gottardo in Corte, che viene considerata il modello di diverse chiese lombarde ad aula unica.
In pianta, l'edificio misura circa 16 metri di lunghezza per 7 di larghezza e oggi presenta un aspetto che probabilmente corrisponde a quello originario. L'oratorio è orientato sull'asse est-ovest, con l'altare posto a oriente in un'abside quadrata e sopraelevata rispetto all'unica navata. Le due campate in cui è suddivisa la navata sono coperte da volte a crociera, che vengono separate dalla copertura dell'abside con una volta a botte che sormonta uno stretto vano che congiunge aula e presbiterio.
Le pareti sono in mattoni a vista e sono ancora visibili i fori utilizzati per i ponteggi in legno durante la costruzione dell'edificio. La facciata, rivolta a ovest, è a capanna e leggermente aggettante, così come l'esterno del presbiterio, a est; entrambi sono caratterizzati da contrafforti angolari che reggono un frontone appena rilevato e ornato al vertice, in facciata, da un pinnacolo cilindrico in cotto. Lungo tutto il perimetro corre un alto zoccolo alla base delle pareti. A chiudere in altezza le pareti, su tutti e quattro i lati si trova una cornice formata da due strisce aggettanti in terracotta rette da beccatelli cilindrici. I contrafforti angolari della facciata sono ripresi sui due fianchi della chiesa, suddividendo la loro lunghezza in quattro parti, che non corrispondono però alla scansione interna.
In facciata, sopra la porta d'ingresso ad arco a tutto sesto (forma assunta in seguito a un restauro), si trova un piccolo rosone ornato da una fascia in terracotta incorniciata da una sottile cordonatura. Un oculo simile si ritrova nella terza campata del fianco meridionale, aperto solo verso l'esterno e avente solo funzione estetica, non portando luce all'interno dell'oratorio. Sui due lati si trovavano due porte – oggi chiuse – che davano sulla casa del cappellano, a nord, e sulla strada, a sud.

## Apparato pittorico
I dipinti della parete di fondo del presbiterio hanno caratteristiche comuni agli schemi compositivi toscani, in particolare giotteschi, nella solennità delle figure e nell'ampia spazialità. L'artista che ha eseguito le opere è però presumibilmente di scuola lombarda, come testimoniano la volontà di caratterizzazione delle fisionomie e il gusto per la descrizione dei particolari. L'esecutore potrebbe essere Anovelo da Imbonate, attivo a Milano, Viboldone e Limbiate.
A una mano diversa sono stati invece affidati gli affreschi delle pareti del presbiterio, caratterizzati da scenari architettonici molto semplificati, ma che non nascondono la grande capacità dell'artista di far emergere la quotidianità degli eventi narrati e la bellezza degli ambienti domestici nei quali si svolgono.
Infine, un terzo artista sarebbe l'esecutore delle scene poste sulla parete sinistra della prima campata dell'aula, che i origine presentavano un prezioso fondo blu in lapislazzulo, pigmento che il tempo ha fatto cadere scoprendo il bruno rossastro della stesura di preparazione dell'affresco. In questo caso, un probabile modello di riferimento potrebbe ritrovarsi nell'attività lombarda di Giusto dei Menabuoi.

### Sulla volta della prima campata
Le vele che coprono la prima campata racchiudono quattro scene della Genesi con le storie di Adamo ed Eva. Nella scena dell'Ammonimento i due protogenitori sono privi di vesti poiché non hanno ancora compiuto il peccato originale: sono inginocchiati davanti a Dio che li ammonisce con la mano destra, mentre la sinistra impugna la bacchetta direttrice dell'ordine divino. Dio è raffigurato secondo l'iconografia del Cristo giovane, con una leggera barba e l'aureola crociata, che esprime la compresenza del Padre e del Figlio in un'unica persona. Al centro della scena si intravedono tracce di vegetazione del paradiso terrestre, oggi in gran parte perdute.
La seconda scena è quella del Peccato originale, quando Eva porge il frutto proibito ad Adamo, con al centro l'albero della conoscenza del bene e del male e il serpente attorcigliato al suo fusto. La scena successiva raffigura la Vestizione con Dio che tocca le tuniche di Adamo ed Eva, quasi stesse aiutando a vestirli.
Infine, nella scena del Lavoro di Adamo ed Eva si trovano i protogenitori, vestiti, che zappano la terra con grandi attrezzi. La particolarità di questo dipinto è che entrambi svolgono lo stesso lavoro, mentre solitamente Eva viene raffigurata nell'atto di filare la lana o allattare.
Non vengono invece raffigurate la cacciata dall'Eden e il rimprovero di Dio, che qui appare paterno e misericordioso.

### Sulla parete sinistra della prima campata
Sulla parete sinistra della prima campata si trova il Giudizio Universale, posto come da tradizione nei pressi dell'uscita della chiesa. A differenza d altri soggetti simili, qui non sono raffigurati i dannati né gli eletti. Questo affresco è simbolicamente posto sotto la scena dell'Ammonimento. Al centro Cristo è inserito in una mandorla, seduto sull'arcobaleno e circondato da angeli tubicini; a sinistra Maria mostra i seni che hanno allattato Gesù, a simboleggiare la sua intercessione per l'umanità, ed è affiancata da Santa Caterina, che indossa un abito ornato con cardi fioriti, simbolo della Passione, e da un gruppo di vergini. A destra si trova invece San Giovanni Battista che offre il suo capo e indossa un mantello rosso, simbolo del martirio, affiancato da un gruppo di patriarchi inginocchiati.

### Nel vano a botte
Nel sottarco del vano che divide aula e presbiterio sono affrescati, all'interno di semplici cornici e su fondo blu, i busti di undici Apostoli (è assente la figura di Giuda Iscariota). Sono tutti leggermente rivolti verso la Crocifissione e tutti presentano sul capo la lingua di fuoco che si riferisce alla discesa dello Spirito Santo. Molte di queste figure sono fortemente rovinate o completamente scomparse, ma è possibile riconoscere chiaramente Giacomo il Maggiore con il bastone da pellegrino, Pietro con la croce e Tommaso con la picca.
Sulla parete destra del vano a botte è affrescata una rovinatissima scena con l'Angelo e le pie Donne al Sepolcro; il sarcofago è sorretto da colonnine con capitelli fioriti e l'angelo è in piedi anziché seduto sul sarcofago, secondo un'insolita iconografia. Sulla parete opposta fu scoperta, durante i restauri del 1933, una Figura di orante racchiusa in una cornice vegetale riferibile a un intervento successivo alla costruzione dell'oratorio; in questo affresco è presente una figura di donna con i capelli raccolti in due trecce che, seduta sul letto a mani giunte, osserva una piccola Annunciazione dipinta su un riquadro della parete di fondo, che le viene indicata da un angelo.

### Nel presbiterio
Nel presbiterio sono raffigurate, ai lati della Crocifissione, le grandi figure dei santi che portano i nomi dei committenti dell'oratorio: Sant'Ambrogio, sulla parete sinistra, presenta un incarnato molto scuro, secondo un'iconografia molto diffusa in Lombardia, e indossa la mitra e i paramenti vescovili; tiene nella mano sinistra il pastorale, mentre con la destra regge un libro e il flagello con cui scacciò gli eretici. Sopra di lui è raffigurata una colomba. Santa Caterina, raffigurata sulla destra del Crocifissione, ha invece un colorito perlaceo e presenta gli attributi della palma e della ruota dentellata, simboli del suo martirio; indossa un mantello foderato di ermellino e sul capo porta una corona. I due santi sono sormontati dai busti di due profeti con cartiglio, entrambi rivolti verso la Crocifissione.
Nella volta del presbiterio si trovano i Quattro Evangelisti seduti su troni di diverse forme. Tutti reggono un cartiglio e sono accompagnati dai rispettivi simboli. Solo Giovanni, posto esattamente sopra il Crocifissione, tiene in mano il suo Vangelo.
La parete sinistra del presbiterio accoglie, disposte su tre registri, le scene delle storie di Maria, a partire dai suoi genitori Gioacchino e Anna. Le fonti da cui sono tratte queste immagini sono i vangeli apocrifi, come il Protovangelo di Giacomo e il Libro sulla natività di Maria. La prima scena si trova in alto a sinistra e raffigura l'Elemosina di Gioacchino e Anna. Seguono poi la Natività di Maria, la Cacciata di Gioacchino dal Tempio, l'Apparizione dell'angelo a Gioacchino, l'Incontro alla Porta Aurea, la Natività di Maria, la Presentazione di Maria al Tempio, il Congedo di Maria dal Tempio e, infine, il Supplizio della Vergine.
Il programma iconografico dell'oratorio prosegue sull'arco di fronte alla Crocifissione, dove è affrescata l'Annunciazione, fortemente danneggiata dal tempo. La composizione è di tradizione giottesca e comprende l'Arcangelo Gabriele e il giglio simbolo di purezza a sinistra, con la Vergine a destra nella sua stanza. Al centro si trova Dio, anche in questo caso raffigurato con aspetto giovanile come negli affreschi della prima campata dell'aula.
Sulla parete destra del presbiterio si trovano altre storie della vita di Maria, questa volta tratti dai vangeli canonici. Si parte con la scena della Visitazione, a cui seguono il Sogno di Giuseppe e il Viaggio a Betlemme. All'interno di questo riquadro si trovano anche le scene dell'Annuncio ai pastori e della Natività. Chiude la sequenza l'Adorazione dei Magi.
La parete di fondo del presbiterio è interamente occupata dall'affresco della Crocifissione, che poggia su un'alta fascia riproducente lo stemma della famiglia Birago. Anche in questo caso la matrice è giottesca. Lo schema compositivo è diviso in tre gruppi distinti e questa particolare composizione prende riferimento da un disegno di Giovanni da Milano oggi conservato al Kupferstichkabinett di Berlino. Partendo da sinistra si trovano le Tre Marie con la Vergine svenuta al centro; in secondo piano è presente il soldato romano Longino, mentre sulla destra della Croce si trovano il porta-spugna, Giovanni Evangelista con le mani strette al petto, suo fratello Giacomo il Maggiore e, in secondo piano, un centurione insieme a un altro soldato. Ai lati si trovano, da una parte, le figure di due spettatori invitati dal centurione a meditare sul Crocifisso, e dall'altra San Giovanni Battista che indica la croce e regge un cartiglio. Intorno alla Croce sono presenti sei angeli.